# Tauraco schalowi
El turaco de Schalow (Tauraco schalowi) es una especie de ave Musophagiformes de la familia Musophagidae que vive en el sur de África. Recibe su nombre en honor del banquero alemán y ornitólogo amateur Herman Schalow.  

## Taxonomía
Anteriormente se consideró que esta especie junto con el Turaco de Livingstone y el Turaco de Knysna formaran una sola especie y no tres diferentes;  pero los análisis de ADN y las diferencias en las vocalizaciones demuestran que es más correcto considerarlas especies diferentes. Se han descrito varias subespecies para poblaciones de estas aves del este de África pero ninguna ha sido reconocida formalmente.

## Descripción
Mide entre 41–44 cm de largo y pesa entre 208–267 g, siendo bastante ligero para ser un turaco. El color general de su plumaje es verde que se va tornando en un color verde azulado más oscuro y con tonos metalizados. Tienen una larga cresta en forma de tupé, más larga por delante decreciendo hacia la parte de atrás, y con las puntas de las plumas en blanco. Los ejemplares maduros de esta especie tienen las crestas más largas de cualquier especie de turaco. El pico y el anillo ocular son rojos anaranjados. Como otras especies, presenta dos líneas blancas que enmarcan el ojo, en el caso de esta especie la línea de abajo es bastante difusa. Sus alas son cortas y redondas (destinadas a vuelos cortos) con plumas de vuelo rojas.

## Distribución y hábitat
Se encuentra en las mesetas y altiplanos arbolados del interior de África del sur. Es reemplazado en las tierras bajas del este por el turaco de Livingstone, que es similar en apariencia y comportamiento.
Se extiende principalmente por Zambia, Angola central, el sur de la República Democrática del Congo, y los altiplanos del sur de Kenia, el norte y oeste de Tanzania y el oeste de Malaui. Se encuentra muy localizado en Botsuana, Namibia y Zimbabue, donde frecuenta hábitas palustres de los ríos Zambeze y Río Cuando.
Su hábitat principal son bosques tropicales de hasta 2.500 m de altitud.

## Comportamiento
Es un animal principalmente arbóreo. Se alimenta, descansa y socializa en la copa de los árboles; suele bajar al suelo solo a beber. Su anatomía solo está adaptada para los vuelos cortos, por lo tanto, se desplaza entre saltos y corriendo entre las ramas. Son animales territoriales que viven en parejas monógamas o en pequeños grupos. 
Como los demás turacos es principalmente frugívoro y se alimenta de las frutas y bayas de los árboles donde vive, además de brotes, frutas, hojas y a veces insectos. 
La temporada de cría de esta especie varía según la zona. Las parejas monógamas solitarias anidarán y cuidarán a su descendencia; compartiendo tareas de incubación que duran de 20 a 22 días. Su nidada generalmente solo consiste en dos huevos, puestos en un nido de ramitas y materia vegetal construido en lo alto del dosel del bosque. A las 2 a 3 semanas, los polluelos son lo suficientemente fuertes como para explorar fuera del nido y comenzarán a volar de 1 a 2 semanas después.

## Conservación
El turaco de Schawlow está catalogado como preocupación menor por la UICN debido a la amplitud de su área de extensión y a que las poblaciones parecen estables.